# シンバッド (漫画)
『シンバッド』は、山本貴嗣による日本の漫画作品。『月刊コミックNORA』（学習研究社（現・学研ホールディングス））にて、1989年3月号から1991年8月号にかけて連載された。全26話+番外編2話。単行本はノーラコミックスから全4巻。

## 概要
シンドバッド（千夜一夜物語）をモチーフにしたオリジナル作品。
2010年に作者が明かしたところによると、ヒコ（インド出身で少々褐色）が登場した頃に月刊コミックNORA編集部からヒコを出さないで欲しいと自主規制の申し入れがあったとのこと。
また、作者が後に出した漫画指導本「本気の漫画術-山本貴嗣の謹画信念」は、この漫画の作中の「謹賀新年」のギャグ（シンバッドが海で拾われた時に身にまとっていた布にはさまっていた札に記されていた言葉。アラビア語しか読めないので、これが本当の名前かもしれないと勘違いする）に由来する。

## あらすじ
中世アラビア。三白眼の少年シンバッドは、周りの人間と違う風貌に悩み、自分の出生の秘密を知りたがっていた。ある日、ふとしたことから女占い師のルールーと知り合い、彼女が持つあらゆる時を見通せる宝玉「マールートの瞳」で過去を見てもらい、自分はこの国の生まれではないと確信する。時を同じくして、あらゆる空間を見通せる宝玉「ハールートの涙」を護る聖壁の封印を解くために「マールートの瞳」を欲していた大魔術師ラアスがルールーを拉致する。
ルールー及び「マールートの瞳」を取り返すため、自分の出生地をその眼で確認するため、シンバッドは良き理解者である女占い師ジャリスとともに旅に出る。

## 主な登場人物
シンバッド
倭人。幼い頃にパン屋のアブドゥルに海で拾われ、長男として育てられる。そのため倭の言葉は全く解さない。幼い頃から肌の色や三白眼を理由に迫害を受けるが、常に逆襲するため、逆に周りからは乱暴者と思われている。ただし、殴り合いの喧嘩はそれほど強くは無い（喧嘩は基本的に不意打ち）。旅立ちの日に（シンバッドが拾われた際に近くに落ちていた）日本刀を母親から手渡され、それを武器として使っている。素潜りが得意で「バハリ（海の妖怪）」というあだ名を持つが、船運が非常に悪く、航海に出るたびに船が沈没・座礁する。
ジャリス
褐色の占い師。占香術を得意とする。催涙香や睡眠香など攻撃性のある物質も調合できる。
ルールー
占い師。某国国王のお抱え占い師ヤーサミーンの娘。新国王に協力するのを拒み、母娘で逃亡生活を送る。母親の病死後も、唯一の形見「マールートの瞳」を片手に逃亡生活を続けている。
ジャービル
老錬金術士。ハッサンとクマサンを従えるご隠居。ヤーサミーンとラアスの師匠だが、魔法を「前時代の遺物」として毛嫌いし、科学を信奉している。科学を動力源とする自作の船舶「太陽号」でラアスを追いかけている。猫型気球ミケバルン、潜水艇イスカンダルの小舟などを制作。
ヒコ
シンド人（インド人）。幼い頃に海難事故に遭い無人島に投げ出されるが、無人島の先客の（同じく海難事故に遭って無人島に居着いていた）倭人達に育てられる。そのため、インドの言葉は全く解せず、倭の言葉しか解さない。登場当初は作中で唯一倭の言葉を理解できるハッサンが通訳を務めていた（のちにアラビア語を習得）。
ラアス
魔術師。某国国王のお抱え占い師。魔力を動力源とする船舶型宮殿「海洋宮」を根城にしている。
シュヴァラモヒシャースラ
大魔神。気に入った町娘をさらっては妃にしようとする。

## 単行本同時収録作品
- SDシンバッド番外編 壺中魔神（月刊コミックNORA、1990年11月号）

番外編1。壺中魔神ウルルワンとシンバッドの掛け合い漫才。4ページ。
- 余話として（月刊コミックNORA、1991年2月号）

番外編2。作者が千夜一夜物語について熱く語る。31ページ。